# Венді Кверк
Венді Кверк (англ. Wendy Quirk, 29 травня 1959) — канадська плавчиня.
Учасниця Олімпійських Ігор 1976 року.
Призерка Чемпіонату світу з водних видів спорту 1978 року.
Переможниця Ігор Співдружності 1978 року.
Призерка Панамериканських ігор 1975, 1979 років.